# Hermann Haake
Hermann Haake (* 26. August 1899 in Rottenburg am Neckar; † 31. Oktober 1984 in Stuttgart) war ein deutscher Politiker (SPD).
Haake war Verwaltungsbeamter von Beruf und brachte es bis zum Regierungsoberinspektor. Am 24. September 1939 beantragte er die Aufnahme in die NSDAP und wurde zum 1. Dezember desselben Jahres aufgenommen (Mitgliedsnummer 7.339.860). Vom 14. Juli 1958, als er für den verstorbenen Albert Ansmann nachrückte, bis 1960 saß er für die SPD im Landtag von Baden-Württemberg.